# Canastota
Canastota är en ort (village) i kommunen Lenox i Madison County i delstaten New York. Vid 2010 års folkräkning hade Canastota 4 804 invånare.

## Kända personer från Canastota
- Carmen Basilio, boxare